# 열려라 라디오
《열려라 라디오》는 MBC경남 창원 표준FM, MBC경남 진주 표준FM에서 방송중인 시사교양 프로그램이다.

## 진행
- 시청자 미디어센터

| MBC경남 창원 표준FM MBC경남 진주 표준FM 일요일 프로그램 |                         |                         |
| 이전                                                    | 열려라 라디오           | 다음                    |
| MBC 8시 뉴스                                            | 열려라 라디오           | MBC 9시 뉴스            |
| 오전 8시 ~ 오전 8시 5분                                 | 오전 8시 5분 ~ 오전 9시 | 오전 9시 ~ 오전 9시 5분 |
|                                                         |                         |                         |